# Телевизор (группа)
«Телеви́зор» — советская и российская рок-группа. Была основана в Ленинграде в 1984 году. Основателем, автором текстов, музыки и идейным вдохновителем группы является Михаил Борзыкин. Одна из самых неоднозначных и неординарных групп постсоветского пространства, сочетающая в себе тяжёлую электронную музыку, по стилистике сравниваемую с «Depeche Mode», и пропитанные мрачным противостоянием всему миру тексты.

## История группы

### 1980-е годы
История группы началась в 1984 году. Михаил Борзыкин, будучи в то время студентом английского отделения филфака Ленинградского университета, играл на клавишных в группе «Озеро». Из-за разногласий с художественным руководителем «Озера» Борзыкин и ещё двое музыкантов покинули коллектив с тем, чтобы создать свою группу. Найдя единомышленников среди участников группы «Икар», они собирают первый состав «Телевизора»: Михаил Борзыкин — клавишные, вокал, Александр Беляев и Игорь «Пэт» Петров — гитары, Игорь «Гога» Копылов — бас, Вячеслав Архипов — барабаны.
Весной 1984 года «Телевизор» вступает в рок-клуб и быстро обращает на себя внимание оригинальными песнями в эстетике новой волны. Группа становится лауреатом 2-го ленинградского рок-фестиваля, где Борзыкин был отдельно отмечен как автор лучших текстов. Столь же успешно «Телевизор» выступает на 3-м фестивале в 1985 году. В том же году на студии Андрея Тропилло группа записывает дебютный альбом «Шествие рыб».
Осенью 1985-го из «Телевизора» уходят Копылов, Петров и Вячеслав Архипов. Им на смену пришли барабанщик Алексей Рацен и клавишник Игорь Бабанов (экс-«Бэд Бойз»).
К 1986 году «Телевизор» готовит новую программу, песни становятся более жёсткими, а тексты - остросоциальными. Выступление на 4-м фестивале рок-клуба в июне 1986-го превращается в громкий скандал — Борзыкин открыто выступил против цензуры, исполнив не прошедшие «литовку» песни «Мы идём» и «Выйти из-под контроля». «Телевизор» попал во всевозможные запретные списки, и группе на полгода запретили концерты.

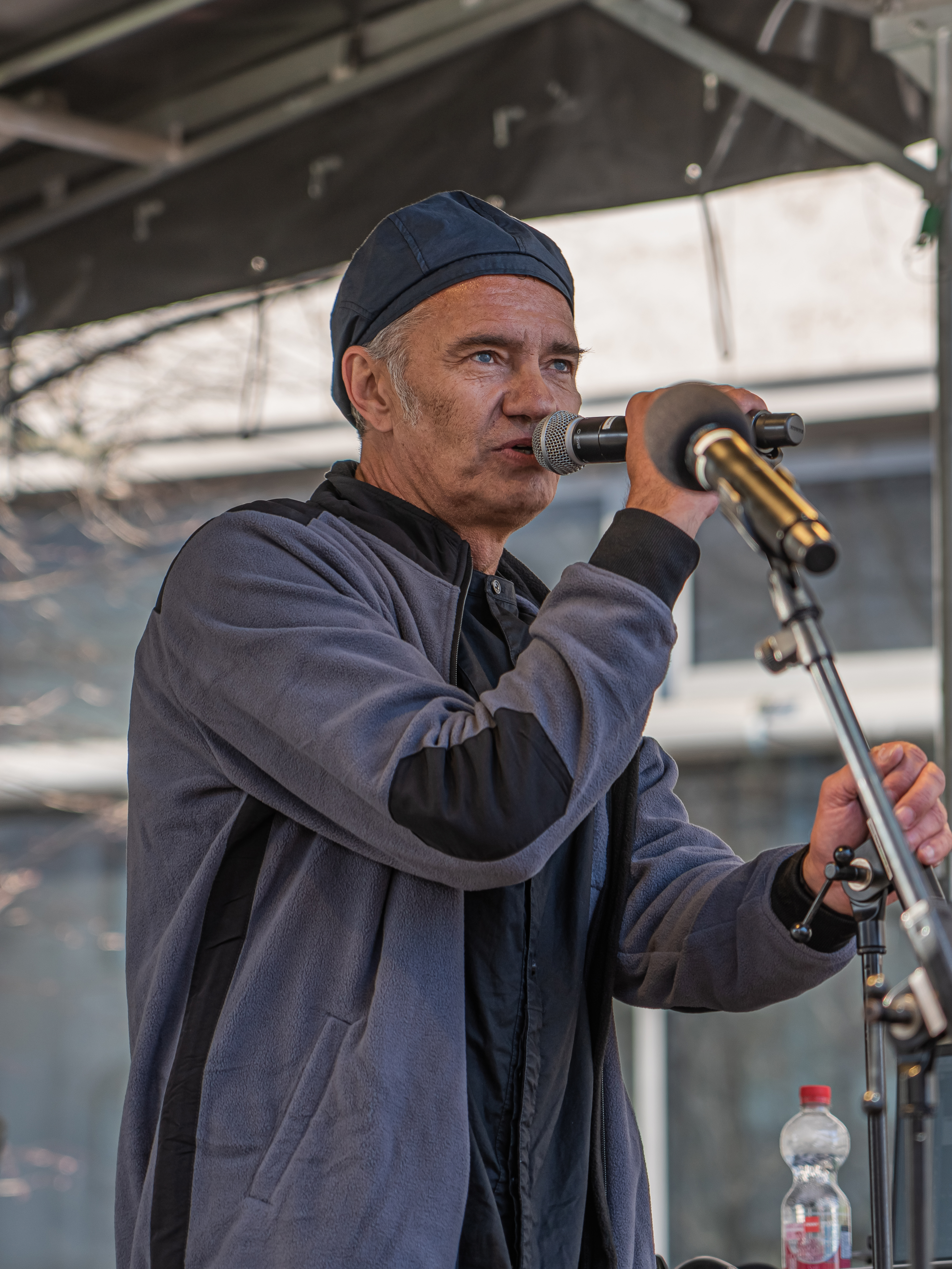
Основатель и бессменный лидер группы Михаил Борзыкин в 2024 году

В 1987 году «Телевизор» выступил на 5-м фестивале с ещё более смелой программой, поражающей слушателей резкими социально-политическими текстами («Три-четыре гада», «Рыба гниёт с головы», «Твой папа — фашист»). Выступление было отмечено специальным призом жюри, песня «Дети уходят» признана лучшей композицией фестиваля.
Некоторое время спустя в Ялте, когда власти за пять минут до начала запретили концерт «Телевизора», Борзыкин повёл толпу возмущённых зрителей к горкому КПСС и через мегафон изложил секретарю горкома свои требования. Концерты состоялись. Позднее аналогичная ситуация повторилась в Ленинграде, когда власти запретили концерт на Зимнем стадионе.
В том же 1987-м «Телевизор» записывает альбом «Отечество иллюзий» и выступает на фестивале «Подольск-87». Это выступление по сей день считается музыкальными критиками одним из лучших концертов в истории русского рока. С новой программой группа играет на «Рок-форуме» в Вильнюсе, в Москве, гастролирует в Германии, Дании, Голландии, Бельгии, Франции, Италии, Люксембурге.
В 1989 году в студии московского кардиологического центра записывается альбом «Отчуждение», который из-за конфликта с продюсером Александром Шульгиным выпускается в свет лишь 25 лет спустя. В ноябре 1989-го ветеран группы Александр Беляев уходит в «Nautilus Pompilius», его место занимает Максим Кузнецов из группы «Присутствие».

### 1990-е годы
Следующий альбом коллектива, записанная в 1990 году пластинка «Мечта самоубийцы» стала новой ступенью в развитии «Телевизора», но в апреле 1991 года противоречия, накапливавшиеся во взаимоотношениях музыкантов, приводят к распаду группы.
Новая версия «Телевизора» появилась только весной 1992 года, в неё вошли клавишник Константин «Кот» Шумайлов, барабанщик Игорь Фёдоров и гитарист Сергей Богданов. Группа записывает альбомы «Дым-туман» (1992) и «Живой» (1994), снимает клип на песню «Кожа апельсинья». Однако через некоторое время из «Телевизора» уходят Богданов и Фёдоров, Борзыкин и Шумайлов выступают вдвоём и в 1995 году записывают альбом «Двое».
Вскоре Шумайлов уходит в «ДДТ», Борзыкин практически не выступает, осваивая компьютерные технологии и в одиночку записывая 7-й студийный альбом «Телевизора» под рабочим названием «7Б», переименованный позднее в «Путь к успеху». Постепенно Борзыкин собирает новую версию «Телевизора», в которую вошли барабанщик Сергей Русанов и гитарист Сергей Сивицкий.

### 2000-е годы

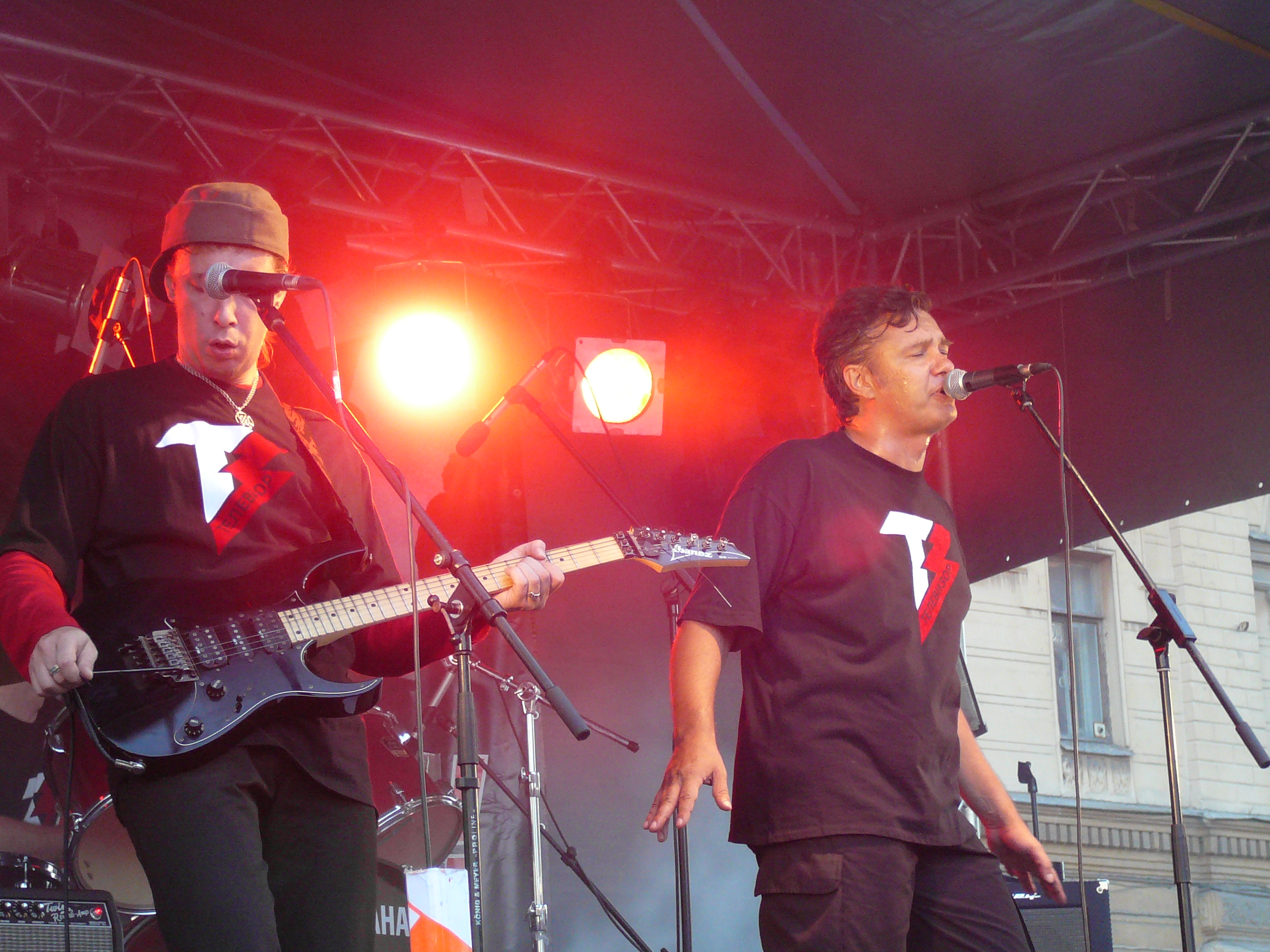
Выступление группы «Телевизор» на акции «Рок за свободу» (Санкт-Петербург, 22.08.2008)

В 2004 году группа становится обладателем премии журнала FUZZ. В том же году она выпускает альбом «МегаМизантроп», а спустя год выходит в свет заново перезаписанный третий альбом «Телевизора» «Отчуждение» (под названием «Отчуждение-2005». Оригинальный вариант альбома неизвестным образом просочился в Сеть, предположительно руками пиратов).
Начиная с 2007 года «Телевизор» начинает активно принимать участие в Маршах Несогласных и ряде других акций, организованных оппозиционной организацией «Другая Россия». На одном из них Борзыкин исполнил новую песню под названием «Заколотите подвал», в которой критиковались современные российские реалии и стиль правления Владимира Путина. Этот шаг с одной стороны смог отчасти вернуть интерес к группе, о которой к тому моменту помнили лишь ценители русского рока, а заодно вернуться к остросоциальной тематике времён «Отечества иллюзий», но с другой стороны были отменены наметившиеся было теле- и радиоэфиры.
Так в 2008 году коллектив был приглашён в программу «100-процентный звук» на канале 100ТВ. Но выступление не состоялось. На этот счёт существуют две точки зрения:
100ТВ, апрель 2008:

Мы никогда никому не отказывали по политическим соображениям, в нашей передаче выступали группы, участников которых трудно заподозрить в лояльности к власти. Но в случае с «Телевизором» нет никакой политической подоплёки. В текстах песен, которые мы попросили прислать (это обычная практика нашей программы), содержалась ненормативная лексика. Группе было предложено исключить эти композиции, но Борзыкин отказался от выступления— ведущий программы «100-процентный звук» Александр Малич
Группа «Телевизор», апрель 2008:

Откровенное враньё! Никаких разговоров про ненормативную лексику не было. Для меня совершенно очевидно, что решение телеканала связано прежде всего с моим участием в «Маршах несогласных» и постоянной критикой действий нынешней власти— лидер группы Михаил Борзыкин
По утверждению Михаила Борзыкина, в настоящее время его группе перекрыт доступ в эфир российских телеканалов, так как в одной из их песен присутствует слово «кремлядь».
25 апреля 2009 года «Телевизор» отметил своё 25-летие большим сольным концертом в Санкт-Петербурге, в котором приняли участие также и музыканты из прежних его составов: Александр Беляев (гитарист из первого состава), Алексей Рацен (барабанщик из второго состава) и Константин «Кот» Шумайлов (клавишник из третьего состава, игравший также с Михаилом Борзыкиным дуэтом в середине 1990-х годов). В тот же день в продажу в Санкт-Петербурге и в Москве поступил новый студийный альбом под названием «Дежавю» — первый за последние четыре года.
10 октября 2009 года Михаил Борзыкин принял участие в митинге против строительства небоскрёба «Газпром-нефти» «Охта-центр», где исполнил свою песню «Газпромбайтер».

### 2010-е годы

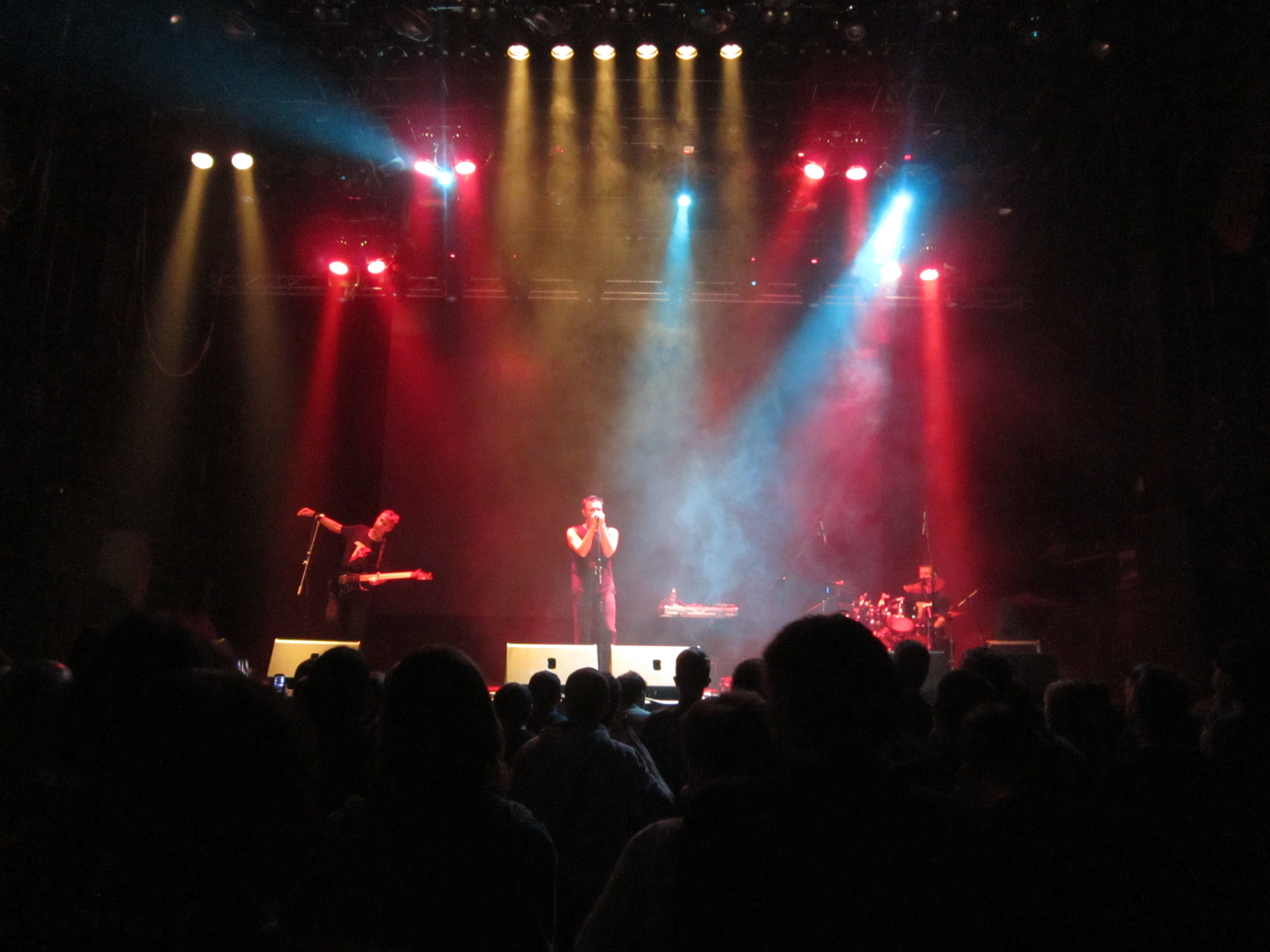
Концерт группы «Телевизор» в 2015 году.

17 апреля 2010 года в клубе «Орландина» состоялась презентация первого в истории группы DVD с записью юбилейного концерта годичной давности. На мероприятии продавался контрольный тираж «концертника» с номерными экземплярами. В свободной продаже двухдисковое издание появилось с 26 апреля. Также была организована раздача бесплатной версии на rutracker.org.
6 апреля 2014 года группа отметила 30-летний юбилей в петербургском клубе «Космонавт». В концерте приняли участие бывшие члены коллектива: Александр Беляев (гитара), Гога Копылов (бас), Константин Шумайлов (клавиши), а также Григорий Волобуев (перкуссия).
В 2014 году бывший продюсер «Телевизора» Александр Шульгин предоставил издательству «Геометрия» оригинальную фонограмму альбома «Отчуждение». 20 ноября в московском клубе «Б2» состоялась презентация альбома, вышедшего в свет спустя 25 лет после записи. Через год впервые на CD издаётся концертный альбом «Концерт в Амстердаме», записанный в 1988 году.
14 мая 2015 года на концерте в Киеве исполнила песню «Ты прости нас, Украина».
2 ноября 2015 года запустила на сайте Planeta.ru краудфандинг-проект по сбору средств на новый альбом. Акция успешно завершилась 11 января 2016 года. 10 июня 2016 года стало известно, что новый альбом будет называться «Ихтиозавр».
15 сентября 2016 года «Ихтиозавр» вышел в свет.

## Состав группы

### Нынешний
- Михаил Борзыкин — вокал, клавишные, клавитара, программирование, аранжировки, саунд-продюсер, звукорежиссёр, музыка, тексты (c 1984)
- Сергей Сивицкий — гитара (c 2003)
- Сергей Русанов — ударные (c 1999)

Технический персонал:
- Михаил Остроумов — звукорежиссёр

### Бывшие участники

#### Гитаристы
- Александр Беляев (1984—89, 2009, 2014)
- Игорь «Пэт» Петров (1984—85)
- Максим Кузнецов (1989—91)
- Сергей Богданов (1992—93)

#### Басисты
- Игорь «Гога» Копылов (1984—85, 2014)

#### Барабанщики
- Вячеслав Архипов (1984—85)
- Алексей Рацен (1985—91, 2009, 2014)
- Игорь Фёдоров (1992—93)

#### Электроперкуссионисты
- Алексей Рацен (1999—2002, 2009, 2014)

#### Клавишники
- Игорь Бабанов (1985—91)
- Константин «Кот» Шумайлов — клавиши, бас-клавиатура, бэк-вокал (1992—1996, 2000—2002, 2009, 2014)
- † Игорь Кононов (1999—2000)

## Дискография

### Студийные альбомы
- «Шествие рыб» (1985)
- «Отечество иллюзий» (1987)
- «Отчуждение» (1989, издан в 2014 году)
- «Мечта самоубийцы» (1991)
- «Дым-туман» (1992)
- «Двое» (1995)
- «Путь к успеху» (2001)
- «МегаМизантроп» (2004)
- «Отчуждение-2005» (2005)
- «Дежавю» (2009)
- «Ихтиозавр» (2016)

### Концертные альбомы
- «Музыка для мёртвых» (1987, издан в 2011 году)
- «Концерт в Амстердаме» (1988, переиздан в 2015 году)
- «Живой» (1994)
- «Перекрёсток» (2002, переиздан в 2016 году)(сольный электроакустический альбом Михаила Борзыкина)
- «Концерт в Red Club 08.05.2005» (2005)
- «XXV лет в одной лодке» (концертный DVD, 2010)

### Синглы
- «Сыт по горло»(1987)
- «Заколотите подвал!» («Заколотите подвал!», «Сиди дома» и «Очки»; 2008)
- «Просто быть никем» (2014)

### Клипы
- «С вами говорит телевизор» (1985)
- «Кто ты?» (1987)
- «Отечество иллюзий» (1987)
- «Твой папа — Фашист» (1987)
- «Выйти из-под контроля» (1987)
- «Дети уходят» (1987)
- «Сыт по горло» (1987)
- «Завтра» (1991)
- «Унижение» (1991)
- «День Михаила» (1991)
- «Мечта самоубийцы» (1991)
- «Кожа апельсинья» (1992)
- «Тепло» (2000) — вышел в 2016 году[11]
- «Тепло» (2014) — вторая версия клипа, выпущенная в апреле 2014 года в знак протеста против Аннексии Крыма Российской Федерацией[12]